# Belgrandia varica
Belgrandia varica е изчезнал вид коремоного от семейство Hydrobiidae.

## Разпространение
Видът е ендемичен за Франция.